# Tom Jones (miniserie televisiva)
Tom Jones è uno sceneggiato televisivo italiano, diretto da Eros Macchi, trasmesso in sei puntate nel 1960 da Rai 1, al tempo Programma Nazionale.

## Soggetto
Tratto dal romanzo omonimo - Tom Jones, appunto - di Henry Fielding, è andato in onda fra il 29 maggio ed il 3 luglio di quell'anno.
L'adattamento televisivo era curato da Isa Mogherini e Bianca Ristori.

## Cast
L'attore Pino Colizzi riveste nella fiction i panni del protagonista Tom Jones.
Del cast facevano parte anche:
- Tino Bianchi
- Clara Calamai
- Emma Danieli
- Roldano Lupi
- Sandra Mondaini
- Davide Montemuri
- Salvo Randone
- Lia Zoppelli